# Санаторная (Куйбышевская железная дорога)
Санаторная — остановочный пункт Западного направления Башкирского региона Куйбышевской железной дороги в Уфимском районе Республики Башкортостан. Рядом со станцией находится наркологический диспансер.
Наименование получил из-за расположения рядом с санаторием "Юматово".
Основной источник пассажиров — Село санатория Юматово имени 15-летия БАССР и множество садовых товариществ, расположенных рядом с деревней.

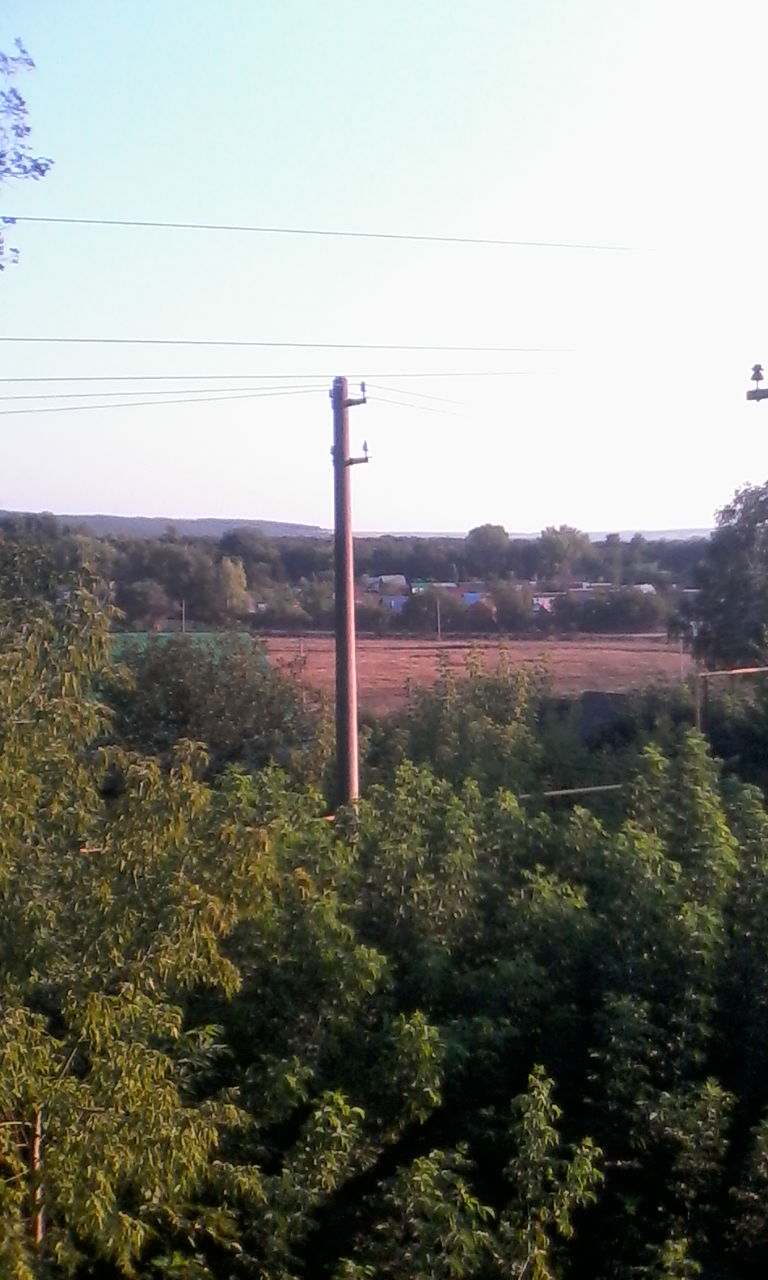
Вид с платформы Санаторная

Под возвышением, на котором расположен остановочный пункт, протекает река Дёма.
Ежедневно через платформу следуют около 20 пар пригородных электропоездов.